# Шапта
Шапта́ — село в Кикнурском районе Кировской области.

## География
Находится на расстоянии примерно 12 км по прямой на юго-запад от райцентра поселка  Кикнур.

## История
Известно с 1873 года как деревня, в которой отмечено дворов 44 и жителей 305, в 1905 году в селе дворов и жителей 96 и 481, в 1926 121 и 488, в 1950 68 и 214, в 1989 проживало 626 человек. Владимирская церковь в селе (деревянная) известна была с 1874 года. До января 2020 года входила в Кикнурское сельское поселение до его упразднения.

## Население
Постоянное население  составляло 509 человек (марйицы 81%) в 2002 году, 377 в 2010.